# Izel-lès-Hameau
Izel-lès-Hameau is een gemeente in het Franse departement Pas-de-Calais (regio Hauts-de-France). De gemeente telt 686 inwoners (2005) en maakt deel uit van het arrondissement Arras. De gemeente omvat ook het gehucht Le Hameau, net ten oosten van het dorpscentrum.

## Geografie
De oppervlakte van Izel-lès-Hameau bedraagt 8,5 km², de bevolkingsdichtheid is 80,7 inwoners per km².
De onderstaande kaart toont de ligging van Izel-lès-Hameau met de belangrijkste infrastructuur en aangrenzende gemeenten.

## Geschiedenis
De gemeente heette vroeger Izel-les-Hameaux. De spelling van de gemeentenaam werd in 2009 officieel gewijzigd in Izel-lès-Hameau. Dit moest verwarring vermijden tussen het bedoelde voorzetsel lès, waarvan het accent niet werd geschreven, en het lidwoord les.

## Bezienswaardigheden
- De Église Saint-Pierre

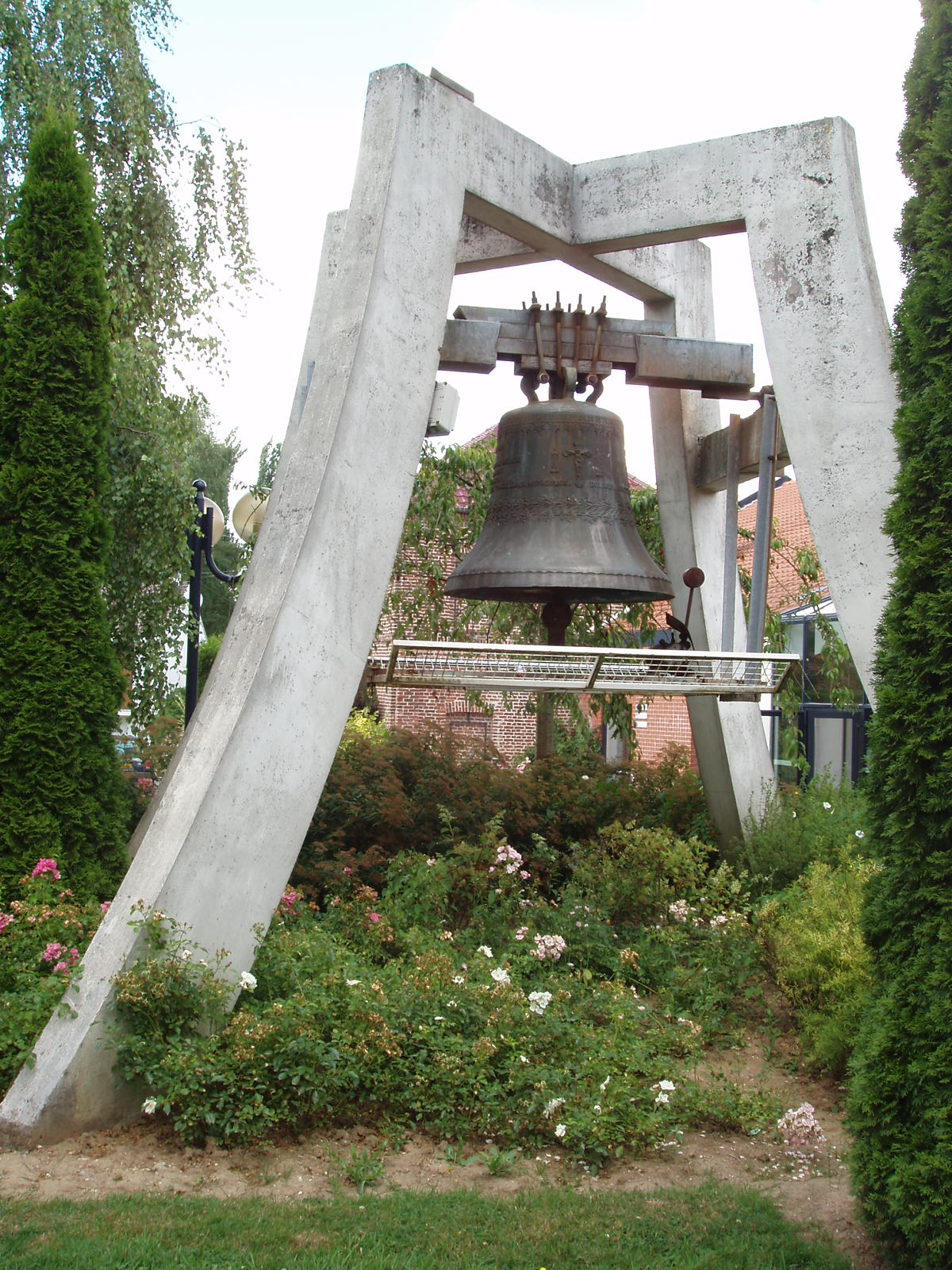
Klok van de Église Saint-Pierre

- Op de gemeentelijke begraafplaats van Izel-lès-Hameau bevinden zich zes Britse oorlogsgraven uit de Eerste Wereldoorlog.

## Demografie
Onderstaande figuur toont het verloop van het inwonertal (bron: INSEE-tellingen).